# Gulbukig visslare
Gulbukig visslare (Pachycephala philippinensis) är en fågel i familjen visslare inom ordningen tättingar.

## Utseende och läte
Gulbukig visslare är en rätt liten tätting, med brun ovansida, gul undersida och vit strupe. De olika populationerna skiljer sig något, där sydliga fåglar har mer gulaktig ovansida. Fågeln är ytligt lik svarttyglad glasögonfågel, men har något tjockare näbb och har ej olivgrön rygg. Bland lätena hörs en rätt ljus fallande vissling. Sången består av korta fraser med böjda visslingar.

## Utbredning och systematik
Gulbukig visslare förekommer på Filippinerna och delas in i sju underarter med följande utbredning:
- Pachycephala philippinensis fallax – Calayan
- Pachycephala philippinensis illex – norra Camiguin
- Pachycephala philippinensis philippinensis – Luzon och Catanduanes
- Pachycephala philippinensis siquijorensis – Siquijor
- Pachycephala philippinensis apoensis – Dinagat, Samar, Leyte, Biliran och Mindanao
- Pachycephala philippinensis basilanica – Basilan
- Pachycephala philippinensis boholensis – Bohol

## Status och hot
Arten har ett stort utbredningsområde, men tros minska i antal, dock inte tillräckligt kraftigt för att den ska betraktas som hotad. Internationella naturvårdsunionen IUCN listar därför arten som livskraftig (LC).